# AWAY: The Survival Series
AWAY: The Survival Series est un jeu vidéo d'action-aventure indépendant développé et édité par le studio canadien Breaking Walls, sorti le 28 septembre 2021 sur Microsoft Windows, PlayStation 4 et PlayStation 5,,.